# Șirineasa
Șirineasa es una comuna ubicada en el distrito Vâlcea, Rumania.

## Superficie
Posee una superficie de 46,96 kilómetros cuadrados.

## Demografía
Hasta 2021 la población era de 2099 habitantes, con una densidad de población de 44,70 habitantes por kilómetro cuadrado.